# Aeroporto de Poconé
O Aeroporto Inácio Tolentino de Barros (IATA: PKN, ICAO: SWPK) localizado no município de Poconé   situa-se na região Sudoeste do Estado de Mato Grosso, distante cerca de 94,80 km da capital.
A cidade recebe um grande número de turistas devido ao pantanal. Com uma população aproximadamente de 35 mil habitantes (IBGE/2005), o município tem um importante entreposto turístico por ser a entrada à região do pantanal norte. O aeroporto possui atualmente uma pista de terra de 1300 metros e dá a possibilidade para o pouso de aviões de pequeno e médio porte, tornando-o uma importante ferramenta para o crescimento do turismo na região pantaneira.

## Características
- Piso: C
- Sinalização: S
- Pista com balizamento noturno.
- Companhias aéreas:
- Distância do centro da cidade: 2,2 km.[2]
- Pista: 1300 metros
- Distância Aérea: Cuiabá 92 km; Brasília 930 km; São Paulo 1320 km; Porto Alegre 1626 km.